# Monika Ritsch-Marte
Monika Ritsch-Marte (* 26. September 1961 in Höchst, Vorarlberg) ist eine österreichische Physikerin und Hochschullehrerin auf dem Gebiet der Theoretischen Quantenoptik, der Nichtlinearen Optik und der Biomedizinischen Optik.

## Leben
Ritsch-Marte wuchs am Bodensee in Vorarlberg auf, maturierte 1980 am Mädchengymnasium „Gallusstift“ in Bregenz und  studierte danach Physik an der Universität Innsbruck, wo sie 1984 ihr Physik-Diplomstudium mit einer Arbeit über Noether-Symmetrien in der klassischen Mechanik abschloss. 1985 ging sie für ihr Doktorat an die University of Waikato in Hamilton (Neuseeland), wo sie 1988 bei Daniel Frank Walls und Crispin Gardiner über die Erzeugung und Anwendung von nichtklassischen Zuständen des Lichts, sogenannten gequetschten Zuständen („squeezed states of light“), promovierte. Sie kehrte als Post-Doc von Peter Zoller nach Innsbruck zurück, wo sie bis auf einige mehrmonatige Auslandsaufenthalte (Helsinki, JILA/Boulder, Konstanz) verblieb. 1995 habilitierte sich Monika Ritsch-Marte im Bereich Theoretische Physik an der Universität Innsbruck, unterstützt von einem Charlotte-Bühler Habilitationsprogramm des Österreichischen Forschungsförderungsfonds FWF bzw. von einem APART-Stipendium der Österreichischen Akademie der Wissenschaften in der Gruppe von Luigi Lugiato in Mailand. Seit 1998 ist sie ordentliche Professorin für Medizinische Physik an der Medizinischen Fakultät der Universität Innsbruck, was eine Umorientierung auf Biomedizinische Optik mit sich brachte (ab diesem Zeitpunkt publizierte sie unter dem Doppel-Namen Ritsch-Marte). Mit der Trennung der Universitäten in Innsbruck 2004 wurde sie zur Direktorin der Sektion für Biomedizinische Physik an der Medizinischen Universität Innsbruck. In den Jahren 2007 und 2008 war sie die erste Frau, die der Österreichischen Physikalischen Gesellschaft als Präsidentin vorstand. In dieser Funktion war sie eine Initiatorin der Lise-Meitner Lectures.
Aufgrund ihrer Forschungsleistungen und herausragender Beiträge auf den Gebieten der Optik und der Photonik wurde sie 2013 von der Optical Society of America zum OSA Fellow ernannt. 2014 wurde sie zum korrespondierenden Mitglied im Inland der Österreichischen Akademie der Wissenschaften gewählt.
Monika Ritsch-Marte ist mit dem Physiker Helmut Ritsch verheiratet und hat zwei Kinder.

## Wirken
Seit ihrem Wechsel in die Angewandte Optik beschäftigt sich Ritsch-Marte mit der Entwicklung und Anwendung von Mikroskopie-Methoden und Optischen Pinzetten. Ihre Arbeitsgruppe hat verschiedene neue Möglichkeiten aufgezeigt und realisiert, wie man Spatial Light Modulators (SLM) in Form einer Flüssigkristallanzeige in der Lichtmikroskopie einsetzen kann. Als programmierbare Fourier-Filter erlauben SLMs schnell und ohne den Austausch von Hardware-Komponenten zwischen unterschiedlichen Mikroskopie-Techniken (wie Hellfeld, Dunkelfeld, Phasenkontrast) hin und her zu schalten.
Im Rahmen ihres ERC Advanced Investigator Grants catchIT (= Coherently Advanced Tissue and Cell Holographic Imaging and Trapping) hat die Innsbrucker Gruppe auch die Entwicklung der optischen Mikromanipulation von immer größeren Teilchen weiter getrieben. In einer speziell konzipierten optischen Doppelstrahl-Falle mit Spiegel (Dual Beam Mirror Trap) mit extrem großem Volumen für optische Manipulation konnte ganze Einzeller wie Augentierchen (Euglena gracilis) unversehrt gehalten und gezielt transportiert werden. Für noch größere Teilchen wurde eine Kombination einer optischen Pinzette mit einer Ultraschall-Falle entwickelt.
Ein weiteres Forschungsgebiet ist die nichtlineare Mikroskopie, z. B. chemisch-selektive Mikroskopie mit Coherent anti-Stokes Raman scattering (CARS), die zur Entwicklung einer CARS-Mikroskopie ohne Abrasterung (non-scanning oder wide-fied CARS Microscopy) führte.
Ritsch-Marte und ihr Kollege Stefan Bernet halten mehrere Patente (z. B. Spiralphasenkontrast oder eine diffraktive Moiré-Linse mit durchstimmbarer Brechkraft).
Ritsch-Marte engagiert sich außerdem für die Förderung von Frauen in der Physik. Gemeinsam mit Claudia Draxl leitete sie viele Jahre lang die Arbeitsgruppe „Frauen in der Physik“ der Österreichischen Physikalischen Gesellschaft. In der Zeit ihres ÖPG-Vorsitzes initiierte Ritsch-Marte die Lise-Meitner-Lectures, eine Veranstaltungsreihe mit öffentlichen Vorträgen von herausragenden Physikerinnen die gemeinsam mit der DPG jährlich organisiert wird.

## Auszeichnungen
- 2023 Ehrenmitglied der Österreichischen Physikalischen Gesellschaft[7]
- 2022 Emmy Noether Distinction for Women in Physics der European Physical Society[8]
- seit 2019 Mitglied der Nationalen Akademie der Wissenschaften Leopoldina[9]
- 2016 Mitglied der Österreichischen Akademie der Wissenschaften
- 2013 OSA Fellow der Optical Society of America[10]
- 2011 Tiroler Landespreis für Wissenschaft[11]
- 2011 Grand Prix für das Patent einer durchstimmbaren Moiré Linse auf der Süd-Koreanischen Erfinderinnenmesse KIWIE[12]
- 2010 “ERC Advanced Grant” des Europäischen Forschungsrates (mit 2,5 Millionen Euro dotiert) für ihr Forschungsprojekt catchIT[13][14]
- 2009 Kardinal-Innitzer-Preis für Naturwissenschaften der Erzdiözese Wien[15]
- 2008 SUPA Distinguished Visitor Award der Schottischen Universitäten
- 2008 Wissenschaftspreis des Landes Vorarlberg
- 1993 Ludwig Boltzmann-Preis der Österreichischen Physikalischen Gesellschaft (zusammen mit H. Ritsch)
- 1992 Forschungspreis der Stadt Innsbruck
- 1988 Dissertationspreis, University of Waikato, Neuseeland

## Schriften
- Licht an der Quantengrenze, Physik in unserer Zeit 26, 1995, 162–168, doi:10.1002/piuz.19950260404
- Dear Sir, ..., Physikalische Blätter 52, 1996, 45–47, doi:10.1002/phbl.19960520112
- What spatial light modulators can do for optical microscopy, Laser & Photonics Reviews 5, 2011, 81–101, doi:10.1002/lpor.200900047